# Chapelle Sainte-Vérène d'Enchenberg
Pour les articles homonymes, voir chapelle Sainte-Vérène.
La chapelle Sainte-Vérène se situe dans la commune française d'Enchenberg, dans le  département de la Moselle dans le canton de Bitche. Située en contrebas du village, à la hauteur des dernières maisons, la chapelle est un haut-lieu spirituel du Pays de Bitche. La tradition locale attribue le patronage à sainte Vérène, une sainte anachorète de Suisse, aux émigrés venus nombreux dans la région à la fin du XVIIe siècle, alors qu'il s'agit en fait d'un culte dont l'introduction remonte à l'époque médiévale. 
Cette chapelle fait l’objet d’une inscription au titre des monuments historiques depuis le 27 février 1996.

## Architecture extérieure
Il s'agit d'un bâtiment modeste, constitué au XVe siècle et modifié en 1685, selon la date protée par l'arc triomphal. De plan massé, il comporte une cave, un rez-de-chaussée et un étage d'habitation, auquel on accède par une échelle de meunier. 
Quatre périodes architecturales sont visibles sur les bâtiments et attestent les remaniements successifs et la longue histoire de la chapelle. La provenance de l'humble fenêtre romane du chœur, donnant sur l'arrière de la chapelle, reste une énigme. Elle pourrait provenir d'un sanctuaire plus ancien ayant existé sur le site dès le début du Moyen Âge.
Une magnifique fenêtre et une porte, de style gothique flamboyant, nous ramenant également à la fin du Moyen Âge, sont les deux joyaux architecturaux de la chapelle. Deux fenêtres de style Renaissance, des XVe et XVIe siècles, se trouvent dans le pignon ouest de la chapelle. On aperçoit encore les souches supérieures et inférieures de deux meneaux verticaux, supprimés vers 1960.
L'entrée de l'ermitage, ajouté au chœur en 1745, est sous le signe d'un angelot baroque. La Vierge de l'entrée, en Terra Cotta, semble être de la même époque. À l'intérieur, de gros moellons de grès rose, martelés et recouverts d'enduit, forment l'arche du chœur, en dos d'âne, de style gothique. Le millésime 1685, gravé dans l'arche, indique la date de la dernière restructuration du bâtiment, lui donnant sa composition actuelle. Une colonne gothique centrale, dont on a retrouvé récemment et reproduit à l'identique la décoration ancienne, soutient un plafond plat, recouvert de plâtre, en torchis sur piécettes de chêne.

## Mobilier intérieur
L'ancien retable avait été dérobé vers 1960. Retrouvé récemment, mais incomplet, il est inscrit sur la Liste supplémentaire des Monuments Historiques depuis le 24 novembre 1991 et exposé à la chapelle. De facture baroque, il est probablement l'œuvre de Hans Martersteck, sculpteur tyrolien très actif dans la région, établi à Bouquenom au XVIIIe siècle. La fleur des ailerons latéraux est une réplique presque exacte d'éléments analogues du retable de Rahling, qui lui, est signé par l'artiste, d'où cette présomption.
Le nouveau retable comprend :
- un panneau central représentant Sainte Vérène et ses attributs, à droite un vase contenant un lys blanc ; le tout étant peint à l'acrylique, verni à l'alcool et patiné à l'ancienne. Le fond doré représente des rinceaux gravés similaires à ceux du décor intérieur de la chapelle.
- des volets gauche et droite qui représentent ouverts des motifs décoratifs symétriques gravés et dorés et fermés des motifs décoratifs gravés et dorés. La représentation du calice et de l'Agneau pascal, couché sur la Bible, occupe l'ensemble des volets.

Le format de l'ensemble ouvert mesure 1,6 mètre de hauteur et 2 mètres de largeur.

## Vitraux
La chapelle était ornée jadis de vitraux figuratifs dont tout élément a disparu vers 1960. Elle fut dotée à cette époque de vitraux à petits losanges multicolores de type médiéval. Dans la dernière décennie, elle fut à nouveau pourvue de vitraux figuratifs, œuvres de l'artiste Sauveur Pascual.
Vitrail du pignon, représentant sainte Vérène, vêtue d'un manteau d'amour rouge, avec ses attributs de sainte la cruche et le peigne. Dépassant un globe terrestre, elle se rapproche de l'infini, du surnaturel, figuré par des courbes nimbées de volutes figurant les zones aériennes.
Vitrail du pignon, formant un ensemble avec le précédent, représentant saint Maurice, compagnon de sainte Vérène et légionnaire de la Légion thébaine. L'étendard rouge et l'épée brisée rappellent son martyre à Saint-Maurice, en Suisse (les deux fenêtres pourraient aussi figurer sur une même photo et être mises côte à côte, car formant un ensemble).
Vitrail de la fenêtre gothique, représentant saint Victor et saint Ours, également compagnons de la Légion Thébaine et compagnons de sainte Vérène, martyrisés à Soleure en Suisse, entourant un calice, contenant l'Agneau pascal, une symbolique de l'ancien retable.

## Statuaire
Statue récente en marbre de Carrare, copie exacte de celle du retable volé en 1974, réalisée après ce vol selon carte postale ancienne.

## Alentours de la chapelle
- À proximité de la chapelle se trouve une grotte de Lourdes, en blocs de grès provenant de la forêt de Saint-Louis-lès-Bitche. Travail réalisé bénévolement par des habitants du village, en 1958, pour le centenaire des apparitions de Lourdes.

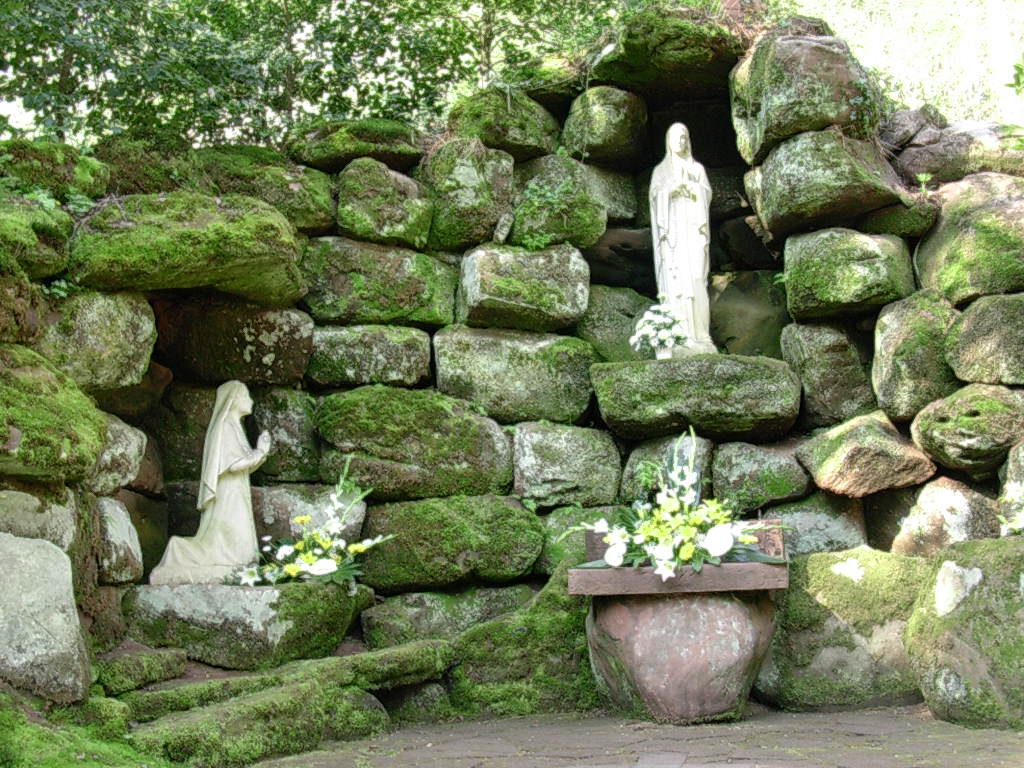
La grotte de Lourdes

- Autel extérieur, servant aux grandes manifestations du premier mai (fête de Sainte Vérène) et croix érigée à la suite d'un vœu émis lors des batailles de la Libération, en décembre 1944.
- Calvaire typique du Pays de Bitche, portant l'inscription peut-être surajoutée de 1827, avec les effigies de saints protecteurs ruraux : sainte Vérène en habits de paysanne du XIXe siècle, saint Marc avec le lion et la palme du martyre, saint Wendelin avec le chien et la houlette de berger.
- Une source d'eau très douce des Vosges du Nord, a sans conteste contribué à l'installation et au développement du sanctuaire. Située plus bas que le site, à une bonne centaine de mètres, elle a fourni l'eau aux ermites durant des siècles. Transformée depuis la nuit des temps en lavoir, elle a servi comme tel aux lavandières du village d'Enchenberg.

## Chemin de croix
Emprunté par les pèlerins de sainte Vérène pour se rendre à l'église paroissiale située jusqu'en 1861 à droite du presbytère, un chemin creux est jalonné par les quatorze stations du chemin de croix. Les stations dataient de la fin du XVIIIe siècle, mais beaucoup furent remplacées dans la seconde moitié du XIXe siècle pour mauvais état. D'autres furent réparées ou remplacées récemment. Sculptées dans le grès, elles sont formées de stèles au bord supérieur cintré posées sur un socle par l'intermédiaire d'un support.

## Fête
Si sainte Vérène, protectrice des animaux domestiques, est fêtée le 1er septembre, c'est le 1er mai qu'a lieu le grand pèlerinage, le seul connu en Alsace-Lorraine, instauré à la suite d'un vœu fait en 1770 par les habitants du village voisin de Lambach et des agglomérations environnantes, à l'époque où la peste bovine sévissait dans la région.